# İhsan Özbek
İhsan Özbek (* 1963 in Istanbul, Türkei) ist ein türkischer Pastor und Präsident der „Kurtuluş Kirchen Vereins“ (Kurtuluş Kiliseleri Derneği). Er ist der ehemalige Vorsitzende der Vereinigung Freikirchlicher Protestanten in der Türkei.

## Leben und Werk
Özbek wurde 1963 als Sohn einer muslimischen Familie in Istanbul geboren. Nach eigener Aussage kam er im Alter von 19 Jahren erstmals mit dem Christentum in Berührung als er 1983 schließlich zum Protestantismus konvertierte. Sein Theologiestudium absolvierte Özbek später in Florida in den Vereinigten Staaten. Dies erklärt auch, warum seine Bewegung der Freikirchlichen Gemeinden „Kurtuluş Kirchen Verein“, für die er seit 2005 eine offizielle Genehmigung türkischer Behörden besitzt, stark amerikanisch geprägt ist. Als Pastor erstritt er seinerzeit vor dem Europäischen Gerichtshof für Menschenrechte (EGMR) das Recht zur freien Religionsentfaltung in der Türkei, was ihm aufgrund des immer stärker werdenden Nationalismus und islamischen Fundamentalismus in der Türkei viele Anfeindungen sicherte.
Seine etwa 300 Mitglieder zählende Gemeinde verteilt sich heute auf sieben türkische Städte und kämpft seither gegen Vorurteile und für die Anerkennung. Obwohl der Bau neuer Kirchen neuerdings in der Türkei wieder gestattet ist, wird der Gemeinde in Ankara kein geeignetes Grundstück für den Bau einer Kirche zur Verfügung gestellt. Am 18. April 2007 kam die kleine christliche Gemeinde in der osttürkischen Stadt Malatya in die Schlagzeilen, nachdem Mitglieder von religiös motivierten Fanatikern ermordet wurden.
Özbek ist mit einer türkischen Christin verheiratet. Das Paar hat zwei gemeinsame Kinder.